# Plectiscidea obscura
Plectiscidea obscura is een vliesvleugelig insect uit de familie van de gewone sluipwespen (Ichneumonidae). De wetenschappelijke naam van de soort is voor het eerst geldig gepubliceerd in 1991 door van Rossem.